# Eugenia boliviana
Eugenia boliviana är en myrtenväxtart som först beskrevs av Carlos Maria Diego Enrique Legrand, och fick sitt nu gällande namn av Joáo Rodrigues de Mattos. Eugenia boliviana ingår i släktet Eugenia och familjen myrtenväxter. Inga underarter finns listade i Catalogue of Life.